# 다이메틸폼아마이드
다이메틸폼아마이드(영어: dimethylformamide)는 화학식이 (CH3)2NC(O)H인 유기 화합물이다. DMF로 줄여 쓰는 것이 일반적이지만 DMF는 2,5-다이메틸퓨란이나 디메틸푸마레이트를 의미하기도 한다. 이 무색의 액체는 물, 대부분의 유기 액체들과 혼화성이 있다. 다이메틸폼아마이드는 냄새가 나지 않으나 감퇴된 샘플은 다이메틸아민의 불순도로 인해 비린내가 나는 경우가 있다.

## 구조 및 특성
|  |

## 독성
반수 치사량(쥐 대상 구강 투여)은 2.2~7.55 g/kg이다.